# Tolkning (bogsering)
Denna artikel handlar om tolkning i allmänhet, för sportgrenarna se Draghundsport.

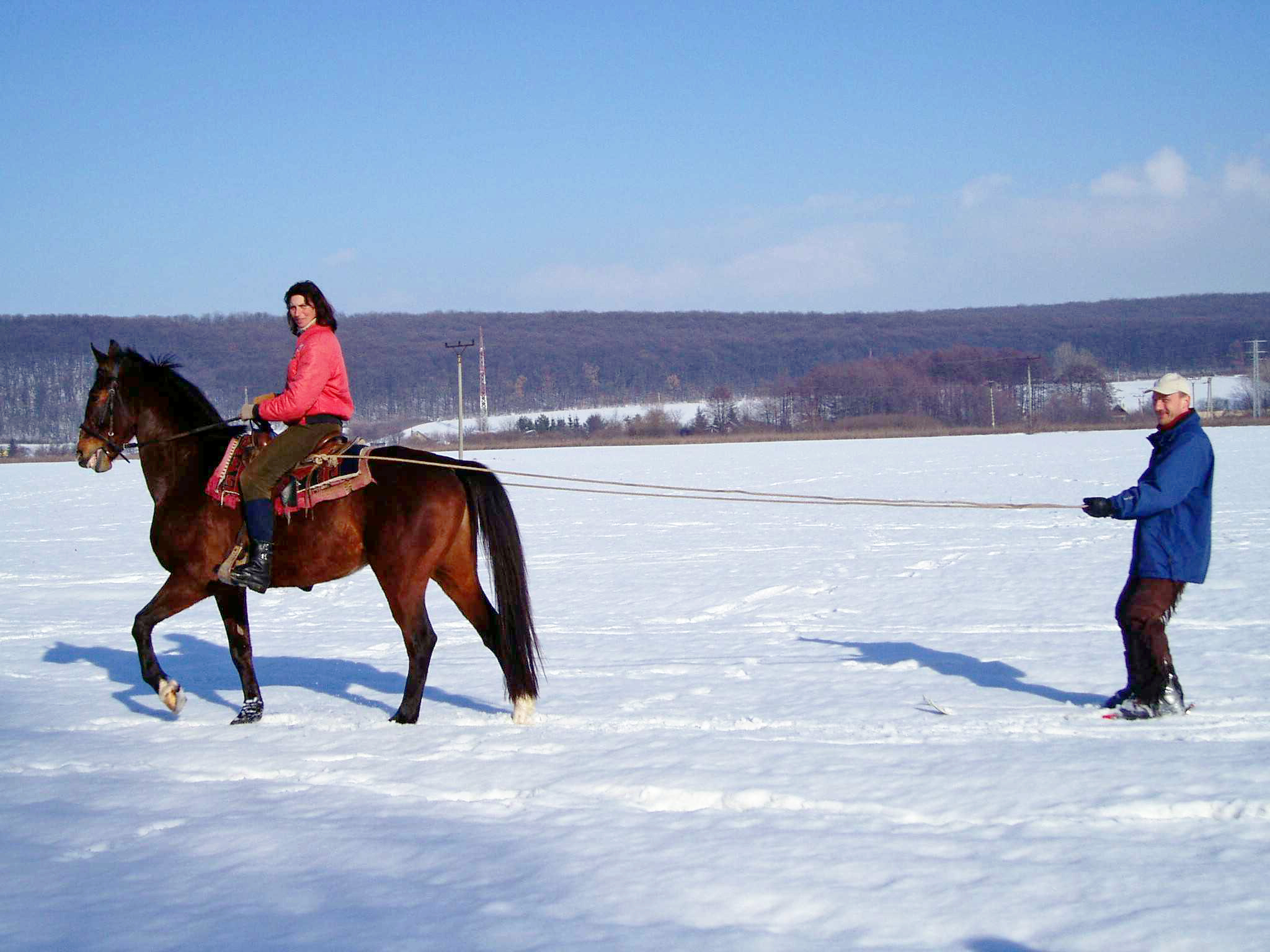
Tolkning efter häst

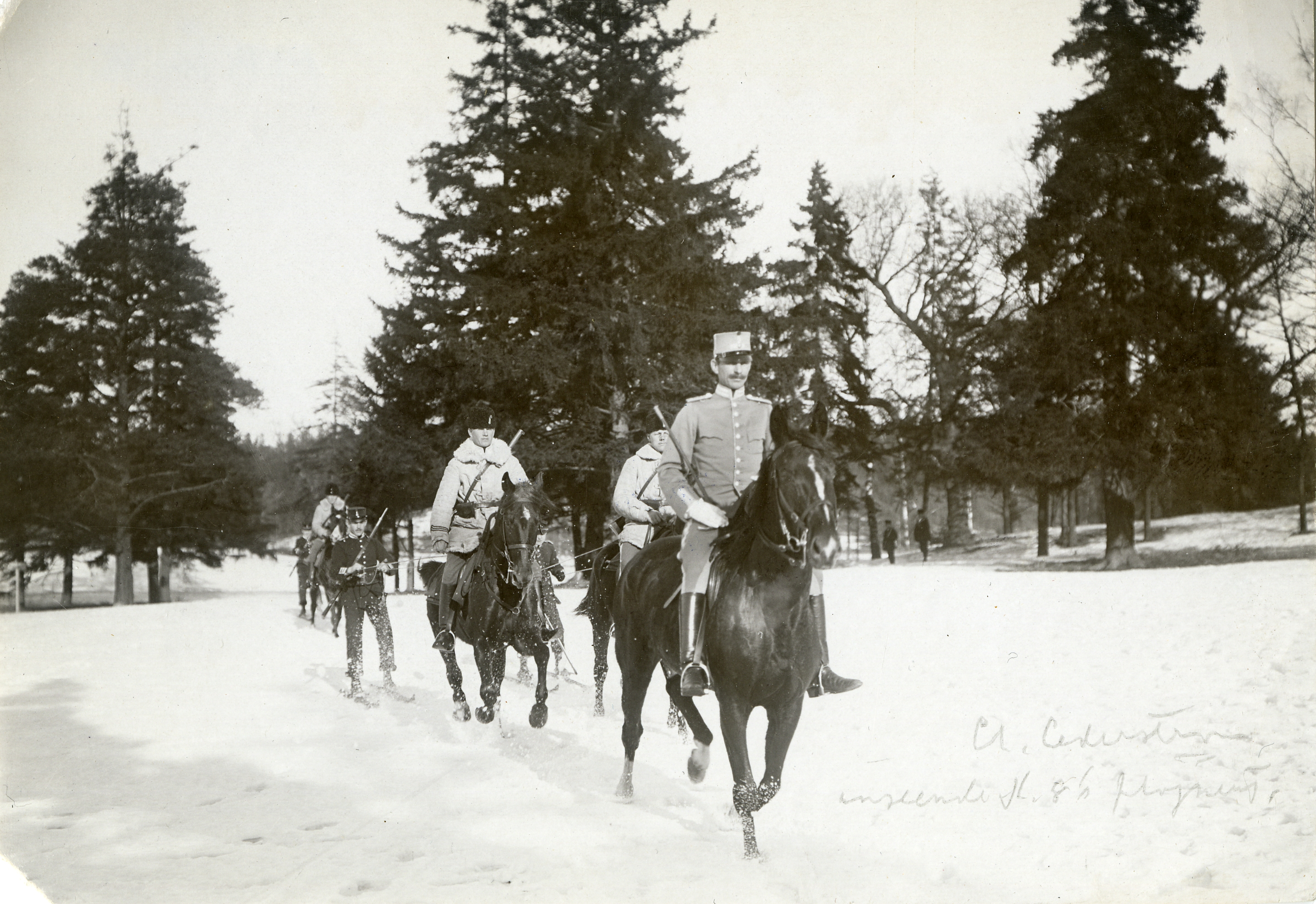
Militär skidtolkning

Tolkning innebär att en eller flera personer på skidor eller cykel dras av ett motorfordon eller djur, vanligtvis häst eller ren. Tolkning på skidor efter häst utan ryttare kallas även skidkörning. Vid vinter-OS 1928 var skidkörning efter häst uppvisningssport.
I militära sammanhang avses företeelsen att dra eller bogsera cykel- eller skidburet manskap efter bil eller traktor. En kraftig, handtagsförsedd lina är då fästad i dragfordonets bakre del och på ömsesidor om densamma håller sig de tolkande fast, placerade i sick-sack. Cykeltolkning upphörde inom Försvarsmakten 1989.